# Tisdale (circonscription saskatchewanaise)
Pour les articles homonymes, voir Tisdale.
Circonscription électorale provinciale du Canada
Tisdale est une ancienne circonscription électorale provinciale de la Saskatchewan au Canada. Elle est représentée à l'Assemblée législative de la Saskatchewan de 1917 à 1952.

## Géographie
La circonscription était centrée autour de la ville de Tisdale. Son territoire est maintenant représenté par les circonscriptions de Melfort et Carrot River Valley.
La circonscription provinciale de Kelsey-Tisdale (1975-1995) a représenté le même territoire.

## Liste des députés
| Parlement                                                       | Années    | Député  | Député                         | Parti        |
| Tisdale                                                         | Tisdale   | Tisdale | Tisdale                        | Tisdale      |
| --------------------------------------------------------------- | --------- | ------- | ------------------------------ | ------------ |
| 4e                                                              | 1917–1921 |         | Hugh Evan Jones                | Libéral      |
| 5e                                                              | 1921–1925 |         | Hugh Evan Jones                | Libéral      |
| 6e                                                              | 1925–1929 |         | Walter Clutterbuck Buckle (en) | Conservateur |
| 7e                                                              | 1929–1934 |         | Walter Clutterbuck Buckle (en) | Conservateur |
| 8e                                                              | 1934–1938 |         | Harvie James Dorrance (en)     | Libéral      |
| 9e                                                              | 1938–1944 |         | John Hewgill Brockelbank       | CCF          |
| 10e                                                             | 1944–1948 |         | John Hewgill Brockelbank       | CCF          |
| 11e                                                             | 1948–1952 |         | John Hewgill Brockelbank       | CCF          |
| Circonscription fusionnée à Melfort pour former Melfort-Tisdale |           |         |                                |              |